# Audrey Alloh
Jeanne Audrey Laris Alloh Botafoè N'gnoron (née le 21 juillet 1987 à Abidjan en Côte d'Ivoire) est une athlète italienne, spécialiste du sprint.

## Biographie
Le club d'Audrey Alloh est les Fiamme Azzurre, les gardes pénitentiaires.
Elle remporte la médaille d'or du relais 4 × 100 mètres lors de l'Universiade de 2009 à Belgrade, en Serbie et lors des Jeux méditerranéens de 2013 à Mersin, en Turquie. Elle détient le record national du relais établi à Annecy en juin 2008 en 43 s 04.
Le 10 juillet 2016, elle prend la 8e place de la finale du relais 4 x 100 m des Championnats d'Europe d'Amsterdam en 43 s 87.

## Palmarès
| Date | Compétition                       | Lieu      | Résultat | Épreuve   | Temps   |
| ---- | --------------------------------- | --------- | -------- | --------- | ------- |
| 2008 | Coupe d'Europe                    | Annecy    | 3e       | 4 x 100 m | 43 s 04 |
| 2009 | Universiade                       | Belgrade  | 1re      | 4 × 100 m | 43 s 83 |
| 2013 | Jeux méditerranéens               | Mersin    | 5e       | 100 m     | 11 s 67 |
| 2013 | Jeux méditerranéens               | Mersin    | 1re      | 4 × 100 m | 44 s 66 |
| 2013 | Universiade                       | Kazan     | 8e       | 100 m     | 11 s 62 |
| 2014 | Championnats d'Europe             | Zurich    | 4e       | 4 x 100 m | 43 s 26 |
| 2016 | Championnats d'Europe             | Amsterdam | finale   | 4 x 100 m | DQ      |
| 2017 | Championnats d'Europe par équipes | Lille     | 8e       | 100 m     | 11 s 72 |
| 2017 | Championnats d'Europe par équipes | Lille     | 3e       | 4 x 100 m | 43 s 38 |
| 2018 | Championnats d'Europe             | Berlin    | 7e       | 4 x 100 m | 43 s 42 |

## Records
| Épreuve              | Performance | Lieu   | Date        |
| -------------------- | ----------- | ------ | ----------- |
| 60 mètres (en salle) | 7 s 24      | Prague | 8 mars 2015 |
| 100 mètres           | 11 s 37     | Savone | 25 mai 2017 |